# Ньютонов потенциал
Ньюто́новым потенциа́лом называют функцию, заданную в {\displaystyle \mathbb {R} ^{3}} и определяемую как свертка обобщенной функции, называемой в теории потенциала плотностью, с функцией |x|−1:
{\displaystyle V={\frac {1}{|x|}}*\rho .}
Потенциал V удовлетворяет уравнению Пуассона: ΔV=−4πρ.

## Объёмный потенциал
Если ρ — интегрируемая функция на некоторой области G и ρ(x) = 0, {\displaystyle x\in \mathbb {R} ^{3}\setminus {\overline {G}}}, то ньютонов потенциал, называемый объемным потенциалом, можно выразить через интеграл
{\displaystyle V(x)=\iiint \limits _{G}{\frac {\rho (y)}{|x-y|}}dy}
О гладкости потенциала можно сказать следующее. Если ρ ∈ C(G), то V(x) ∈ C1(ℝ3) и ΔV(x) = 0 при x ∈ {\displaystyle \mathbb {R} ^{3}\setminus {\overline {G}}}.

## Потенциал простого слоя
Вместо области G теперь рассматривается ограниченная кусочно-гладкая поверхность с нормалью n, μ — непрерывная функция на S. Ньютоновым потенциалом простого слоя называется свёртка
{\displaystyle V^{(0)}={\frac {1}{|x|}}*\mu \delta _{S}}
или в интегральном виде:
{\displaystyle V^{(0)}(x)=\iint \limits _{S}{\frac {\mu (y)}{|x-y|}}dS_{y},}
Потенциал простого слоя гармоничен вне области S, является непрерывным всюду в ℝ3 и в бесконечно удаленной точке стремится к нулю. Кроме того, если S — поверхность Ляпунова, то на ней наблюдается разрыв нормальной производной потенциала простого слоя:
{\displaystyle {\frac {\partial V^{(0)}}{\partial \mathbf {n} }}{\Bigg |}_{+}=-2\pi \mu (S)+{\frac {\partial V^{(0)}}{\partial \mathbf {n} }}{\Bigg |}_{S},}
{\displaystyle {\frac {\partial V^{(0)}}{\partial \mathbf {n} }}{\Bigg |}_{-}=2\pi \mu (S)+{\frac {\partial V^{(0)}}{\partial \mathbf {n} }}{\Bigg |}_{S},}
где индексы «+» и «-» обозначают соответственно внешнюю и внутреннюю производные на S.
В случае постоянной плотности μ и поверхности Ляпунова потенциал простого слоя равен:
{\displaystyle V^{(0)}(x)={\begin{cases}4\pi \mu {\frac {R^{2}}{|x|}},\ |x|\geqslant R,\\4\pi \mu R,\ |x|<R.\end{cases}}}

## Потенциал двойного слоя
Полностью аналогично потенциалу простого слоя вводится ньютоновский потенциал двойного слоя:
{\displaystyle V^{(1)}(x)=-{\frac {1}{|x|}}*{\frac {\partial }{\partial \mathbf {n} }}(\nu \delta _{S})=\iint \limits _{S}\nu (y){\frac {\partial }{\partial \mathbf {n} _{y}}}{\frac {1}{|x-y|}}dS_{y}=\iint \limits _{S}\mu {\frac {\cos \varphi }{|x-y|^{2}}}dS_{y},}
где φ — угол между нормалью к поверхности S в точке y и радиус-вектором, направленном из точки x в  точку y.
Потенциал двойного слоя непрерывен в замыкании области, ограничиваемой поверхностью S, непрерывен вне этой области и непрерывен на самой поверхности S, если она является поверхностью Ляпунова, однако при переходе через поверхность S он претерпевает разрыв:
{\displaystyle V_{+}^{(1)}(S)=2\pi \nu (S)+V^{(1)}(S),}
{\displaystyle V_{-}^{(1)}(S)=-2\pi \nu (S)+V^{(1)}(S).}
На бесконечности потенциал двойного слоя стремится к нулю.
В случае постоянной плотности ν и поверхности Ляпунова потенциал двойного слоя равен:
{\displaystyle V^{(1)}(x)={\begin{cases}0,\ x\in \mathbb {R} ^{3}\setminus {\overline {G}},\\-2\pi \nu ,\ x\in S,\\-4\pi \nu ,\ x\in G.\end{cases}}}

## Физический смысл ньютоновских потенциалов
Так как потенциал V удовлетворяет уравнению Пуассона, он может быть создан массами или зарядами, распределенными в пространстве с плотностью ρ. В частности, непрерывное распределение масс или зарядов создает объемный потенциал; если массы или заряды сосредоточены на поверхности, то они создают потенциал простого слоя; если же на поверхности сосредоточены диполи, то это потенциал двойного слоя.